# 229
229是228和230之間的自然數。

## 在數學中
- 第50個質數。前一個為227、下一個為233。
  - 第16對孿生質數，為（227、 229）。
  - 正则素数
  - 畢達哥拉斯質數
  - 在十進制，是最小的質數使得將它的數字倒轉，加起來的數又是質數（{\displaystyle 229+922=1151}）
  - 229、2029、20029、200029、2000029都是質數，但20000029不是質數。
  - 此數字雖然是自然質數，但不是高斯質數。前一個有此性質的自然質數是197、下一個是233。（OEIS數列A002313）

其第一象限之高斯質數的整数分解為{\displaystyle \left(15+2i\right)\times \left(15-2i\right)}。
- 十进制的等數位數。

## 在其他領域中
- 西元229年和前229年
- NGC 229 是仙女座的一個星系
- Gliese 229是位於天兔座的一個雙星系統，其中Gliese 229B於1995年被確認為棕矮星，也是人類發現的首顆棕矮星
- 國際標準化組織的ISO 216定義C4紙的大小為229×324平方公釐，C5大小的紙為162×229平方公釐
- D229演播室，中国中央电视台原《新闻联播》和《晚间新闻》专属演播室约定俗成的名称